# Államérdek (politika)
Az államérdek vagy államrezon az államnak, mint a társadalom egyéb részeitől elkülönült szervezetnek a fennállásához, továbbfejlődéséhez való sajátos, önálló érdekét  jelöli. Ez az érdek – adott esetben – különválhat,  eltérhet akár a társadalom egészének, akár az azon belüli egyes érdekcsoportoknak az érdekeitől. Államérdek lehet pl. az államszervezetben dolgozók sajátos kiváltságainak, előnyös státuszának jogi-költségvetési biztosítása.

## Története
A felvilágosult abszolutizmus uralkodói úgy tartották, hogy minden (politikai, társadalmi, katonai, kulturális stb.) változásnak az állam érdekeit kell szolgálnia. Az államrezon elmélete szerint az államnak az érdeke határoz meg minden változtatást.